# 裴秀彬
裴秀彬（韓語：배수빈，1976年12月9日—），韓國男演員。

## 個人生活
2013年9月14日，與交往半年、小8歲的在學研究生結婚。大兒子於2014年出生，女兒於2017年出生。

## 演出作品

### 電視劇
- 2002年：CCTV《記憶的證明》飾演 蕭漢生
- 2004年：SBS《當男人戀愛時》飾演 石賢
- 2004年：KBS《海神》飾演 金陽
- 2004年：MBC《最佳劇場－哥哥在少林寺》
- 2004年：MBC《最佳劇場－哭泣夕陽下》
- 2005年：SBS《流行70》（客串）
- 2005年：MBC《我們結婚吧》飾演 鄭載俊
- 2005年：MBC《最佳劇場－낙조속에서 울다》
- 2006年：MBC《朱蒙》飾演 思龍
- 2007年：MBC《拍賣行》（客串）
- 2008年：MBC《天下絕色朴貞今》（客串）
- 2008年：SBS《風之畫師》飾演 朝鮮正祖李祘
- 2009年：SBS《燦爛的遺產》飾演 朴駿世
- 2009年：SBS《螢幕電影之—婚宴之後》（日韓合作）
- 2009年：SBS《天使的誘惑》飾演 安宰成／申賢旴
- 2010年：MBC《同伊》飾演 車天壽
- 2011年：SBS《49日》飾演 姜民浩
- 2013年：KBS《秘密》飾演 安道勳
- 2014年：KBS《Drama Special－那樣的愛》飾演 許真旭
- 2014年：DRAMAcube《Secret Love》飾演 賢俊
- 2014年：TV朝鮮《最佳婚姻》飾演 曹恩次
- 2015年：SBS《我的心一閃一閃》飾演 千運德
- 2015年：KBS《Who Are You－學校2015》飾演 金瑟永（客串）
- 2018年：SBS《善良魔女傳》飾演 奉千代
- 2018年：MBC《與神的約定》飾演 金在旭
- 2020年：JTBC《優雅的朋友們》飾演 鄭在勳
- 2021年：KBS《戀慕》飾演 鄭析助

### 電影
- 2001年：《蝴蝶俱樂部》
- 2009年：《愛子》飾演 哲旻
- 2009年：《劈腿大情人》飾演 金聖鎬
- 2009年：《飛翔》飾演 鎬秀
- 2010年：《鬼》特別演出
- 2011年：《Share the Vision》
- 2012年：《白瓷之人：成為朝鮮的土壤》飾演 李青林
- 2012年：《恐怖故事》飾演 閔會長
- 2012年：《26年》飾演 金朱安
- 2013年：《Mai Ratima》飾演 修榮
- 2014年：《俠女：劍之記憶》飾演 豐天
- 2017年：《對立軍》飾演 良士
- 2020年：《雙面追緝（朝鲜语：사라진 시간）》飾演 秀赫
- 2024年：《夏末的茶花女》[2]

### MV
- 2002年：姜星《Always》
- 2003年：江美琪《你不公平》
- 2009年：李秀英《别叫我的名字》
- 2011年：M Signal《即使是衣角》（與尹珍序）
- 2013年：尹鍾信《一定》（與曹政治、河琳）

### 舞臺劇
- 2007年：《Telephone Mordern Girl》
- 2010年：《李箱 12月12日》
- 2013年：《光海，成為王的男人》
- 2015年：《Pride》

## 獎項
- 2008年：SBS演技大賞－新星獎（風之畫師）
- 2009年：SBS演技大賞－十大明星獎（燦爛的遺產、天使的诱惑）
- 2010年：2010亞洲模特獎頒發典禮－亞洲模特特别獎
- 2011年：香港有線電視2010最佳劇集頒獎禮-電視劇人氣獎（同伊）
- 2013年：KBS演技大賞－男配角獎（秘密）

## 外部連結
- 裴秀彬在NAVER上的资料
- 裴秀彬在韩国电影数据库（KMDb）上的資料（韓語）
- 裴秀彬在互联网电影资料库（IMDb）上的資料（英文）
- 裴秀彬在HanCinema的頁面（英文）